# Abdesslam Yassine
Abdesslam Yassine (in arabo عبد السلام ياسين‎?; Marrakech, 3 settembre 1928 – Rabat, 13 dicembre 2012) è stato un attivista marocchino, fondatore del movimento islamista Giustizia e Carità. Nel corso della sua vita scrisse decine di libri nei quali espose le sue riflessioni sul rapporto tra il Marocco, l'Islam e l'Occidente.

## Biografia
Abdesslam Yassine nacque a Marrakech nel 1928 da una famiglia sceriffiana berbera originaria della regione di Ihahan che rivendicava una discendenza dagli Idrisidi. Ricevette la sua educazione primaria da Mohammed al-Mokhtar Soussi e conseguì gli studi terziari all'Università Ibn Youssef. Specializzatosi a Rabat, a partire dal 1948 intraprese la sua carriera nell'insegnamento, prima a El Jadida e poi a Marrakech, dove tra il 1952 e il 1955 insegnò lingua araba al Liceo Mohammed V. A partire dal 1955 lavorò come ispettore scolastico a Casablanca, Béni Mellal e Marrakech, per poi insegnare all'estero in Paesi come Francia, Tunisia, Algeria e Stati Uniti d'America. Nel 1965 entrò a far parte della confraternita Bushishiyya, sviluppando un solido rapporto con la guida spirituale Sidi Abbas Ben Moukhtar Bouchich. Nel 1973, in seguito alla morte di Bouchich, Yassine abbandonò la confraternita in quanto in disaccordo sulla sua visione dell'attivismo politico.
Nel corso della sua esperienza come ispettore nel ministero dell'educazione Yassine maturò una riflessione sull'ambiente culturale marocchino. Nel 1973 pubblicò al-Islam Ghadan, nel quale mosse critiche al sistema educativo, che aveva favorito l'occidentalizzazione dell'élite marocchina. L'anno seguente scrisse al-Islam aw al-Tufan, opuscolo indirizzato al re Hasan II, nel quale criticò l'abuso della retorica religiosa da parte della monarchia e l'illegittimità del titolo di Amir al-Mu'minin. Il sovrano reagì recludendo Yassine in una struttura psichiatrica per i successivi tre anni. Venne liberato nel 1977 e gli venne interdetta la predicazione nelle moschee. Nel corso degli anni seguenti Yassine fondò la Jama'a Islamiyya, rinominata poi Jama'at al-'Adl wa-l-Ihsan, che cominciò ad attirare la diffidenza delle autorità in occasione dei moti del 1981, che coinvolsero numerose manifestazioni indette dai sindacati e che causarono decine di morti. Yassine venne arrestato nel 1984 e posto agli arresti domiciliari fino al 1986. Il movimento di Yassine si evolvette assumendo la denominazione di al-'Adl wa al-Ihsan. La figlia Nadia Yassine rivestì un ruolo fondamentale nel movimento, guidandone la sezione femminile.
Nel 1989 venne di nuovo posto agli arresti domiciliari. Nel 2000, in occasione dell'ascesa al trono di Muhammad VI, Yassine indirizzò a quest'ultimo una lettera nella quale esortò il risarcimento della ricchezza accumulata dal padre Hasan II e criticò il tradizionale accordo di bayʿa. Venne liberato dal nuovo sovrano nel maggio dello stesso anno. Morì a Rabat nel dicembre 2012.

## Pensiero
Yassine identificava nell'influenza culturale occidentale, nella modernità e nella laicità un pericolo per l'Islam. Le sue critiche furono estese anche al concetto di nazionalismo, che considerava una costruzione occidentale. In particolare Yassine disapprovò il sistema educativo marocchino, il quale considerava essere guidato dalle visioni filo-occidentali e francofile dell'élite marocchina, che favorivano l'alienazione culturale degli strati bassi della popolazione. A partire dalla fine degli anni 1970 Yassine sostituì all'espressione jahiliyya, precedentemente utilizzata per descrivere l'ambiente culturale e politico marocchino, il termine fitna.
Nel 1997 Yassine pubblicò Hiwar ma'a Sadiq Amazighi, un libro indirizzato all'attivista Mohamed Chafik, conosciuto nel corso della sua carriera al ministero dell'educazione, nel quale mosse obiezioni ad alcune espressioni del berberismo politico, dichiarando che esso fosse il risultato di uno sforzo dell'Occidente di promuovere una cultura laica e divisioni etniche tra berberi e arabi. Yassine criticò inoltre le rivendicazioni di riconoscimento ufficiale della lingua berbera, che avrebbe indebolito il primato dell'arabo classico, la lingua del Corano. Chafiq rispose che la laicità e la rinascita dell'identità berbera non fossero in antitesi con l'Islam e criticò inoltre l'indifferenza di Yassine nei confronti delle sue origini berbere.

## Opere

### In francese
- La Révolution à l'heure de l'islam (1980)
- Pour un dialogue avec l'élite occidentalisée (1980)
- Islamiser la modernité (1998)

### In arabo
- الإسلام بين الدعوة والدولة (1971)
- الإسلام غدا (1972)
- رسالة الإسلام أو الطوفان (1974)
- المنهاج النبوي تربية وتنظيما وزحفا (1982)
- الإسلام وتحدي الماركسية اللينينية (1987)
- مقدمات في المنهاج (1989)
- الإسلام والقومية العلمانية (1989)
- نظرات في الفقه والتاريخ (1990)
- شذرات (1992)
- محنة العقل المسلم بين سيادة الوحي وسيطرة الهوى (1994)
- حوار مع الفضلاء الديموقراطيين (1994)
- رسالة تذكير (1995)
- (1995) في الاقتصاد
- (1995) رسالة إلى الطالب والطالبة
- (1996) تنوير المومنات ج 1
- (1996) تنوير المومنات ج 2
- (1996) الشورى والديموقراطية
- (1996) المنظومة الوعظية
- (1997) حوار الماضي والمستقبل
- (1997) حوار مع صديق أمازيغي
- (1998) الإحسان ج 1
- (1998) كيف نجدد إيماننا؟
- (1998) الفطرة وعلاج القلوب
- (1999) الإحسان ج 2
- (1999) مذكرة إلى من يهمه الأمر
- (1999) سلامة القلوب
- (1999) اقتحام العقبة
- (2000) العدل: الإسلاميون والحكم
- (2000-2015) قطوف, in cinque capitoli
- (2000) الإسلام والحداثة
- (2001) الرسالة العلمية
- (2001) الخلافة والملك
- (2001) رجال القومة والإصلاح
- (2002) يوم المؤمن وليلته
- (2004) الثمن
- (2005) سنة الله
- (2005) مقدمات لمستقبل الإسلام
- (2007) يوم المؤمن وليلته
- (2009) إمامة الأمة
- (2010) القرآن والنبوة
- (2011) جماعة المسلمين ورابطتها
- وصيتي